# 溫度-性別決定系統
溫度-性別決定系統是一種環境性別決定系統。性別於胚胎時期或幼體時期時，溫度為決定其性別的因素。這種狀況一般見於爬行動物中的鳄目和龜鱉目 。溫度-性別決定系統不同於普遍存在於脊椎動物中的染色體性別決定系統，溫度-性別決定系統是最多被研究的環境性別決定系統。其他的狀況下，密度，酸鹼值，以及環境的背景顏色也被發現能夠改變群體的性別比例。

## 類型

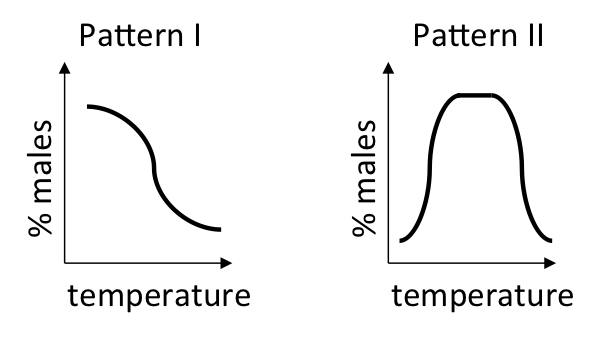
Patterns of temperature-dependent sex determination (TSD) in reptiles. Pattern I is found in turtles, e.g. Red-eared slider turtles (Trachemys scripta), Olive Ridley sea turtles (Lepidochelys olivacea), or Painted turtles (Chrysemys picta). Pattern II has been found in American alligators (Alligator mississippiensis and Leopard geckos (Eublepharis macularius).

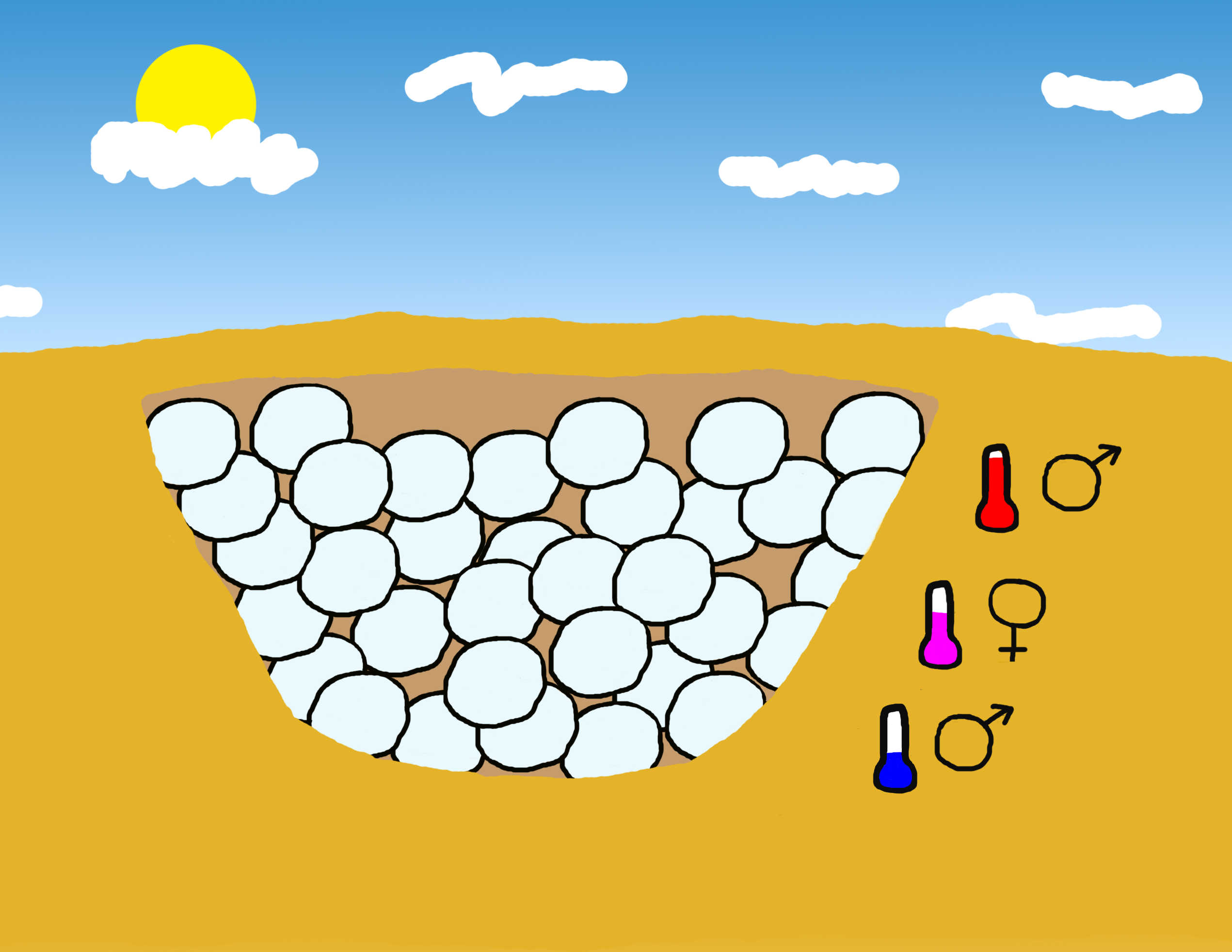
一些爬行動物使用孵化溫度來確定性別。 在某些物種中，這遵循這樣的模式，即卵在極高或極低的溫度下變成雄性，而卵在中等溫度下變成雌性。

在該機制中，已發現兩種不同的模式，並將其命名為模式I(Pattern I)和模式II(Pattern II)。 模式I進一步分為IA和IB。
模式IA有一個單一的過渡區，如果在這個溫度區以下孵化，雞蛋主要孵化雄性，如果在該溫度區以上孵化，則主要孵化雌性。 模式IA發生在大多數海龜身上，雄性繁殖溫度和雌性繁殖溫度之間的轉變發生在低至 1–2°C 的溫度範圍內。  模式IB也有一個單一的過渡區，但雌性在其下方產生，雄性在其上方產生。 模式IB出現在喙頭蜥中。
模式II有兩個過渡區，雄性在中間溫度下占主導地位，雌性在兩個極端溫度下占主導地位。  模式II出現在一些海龜、蜥蜴和鱷魚身上。  在性別決定的關鍵溫度或附近觀察到混合性別比例和（更罕見的）雙性個體。
“染色體性別決定係統”和“溫度-性別決定系統”之間的區別常常是模糊的，因為某些物種的性別——例如三線石龍子 Bassiana duperreyi 和中央須龍鬃狮蜥(Pogona vitticeps)——是由性染色體決定的，但這可以忍受除了極端的溫度。 此外，在關鍵溫度下進行的實驗（溫度的影響是模棱兩可的）已經證明了一種潛在的遺傳傾向是一種性別或另一種性別。

## 例子
1966年，Madeleine Charnier 在 彩虹飞蜥(Agama agama) 中首次描述了溫度依賴性性別決定。 
2015 年的一項研究發現，高溫會改變澳大利亞鬍鬚龍蜥蜴性染色體的表達。 儘管 ZZ 染色體通常與雄性蜥蜴有關，但這些蜥蜴在外觀上是雌性的並且能夠生育後代。